# Hockey Club Valpellice 2011-2012
Questa pagina contiene i dati relativi alla stagione hockeystica 2011-2012 della società di hockey su ghiaccio Hockey Club Valpellice.

## Roster

### Portieri
- Luca Baraldi
- Tero Leinonen
- Andrea Malan
- Marcello Platè
- Kevin Regan
- Andrea Rivoira
- Stephen Valiquette

### Difensori
- Jon Awe
- Ladislav Benýšek
- Trevor Johnson
- Kevin Kantee
- Ryan Martinelli
- Luca Rivoira
- Florian Runer
- David Urquhart

### Attaccanti
- Garret Bembridge
- Pietro Canale
- Stefano Coco
- Taggart Desmet
- Lou Dickenson
- Martino Durand Varese
- Luca Felicetti
- Luca Frigo
- Ryan Huddy
- Alex Nikiforuk
- Marco Pozzi
- Alexander Rottensteiner
- Alex Silva
- Robert Sirianni
- David Stricker

### Allenatore
- Mike Ellis
- Ron Ivany